# Lista municipiilor din Mato Grosso do Sul

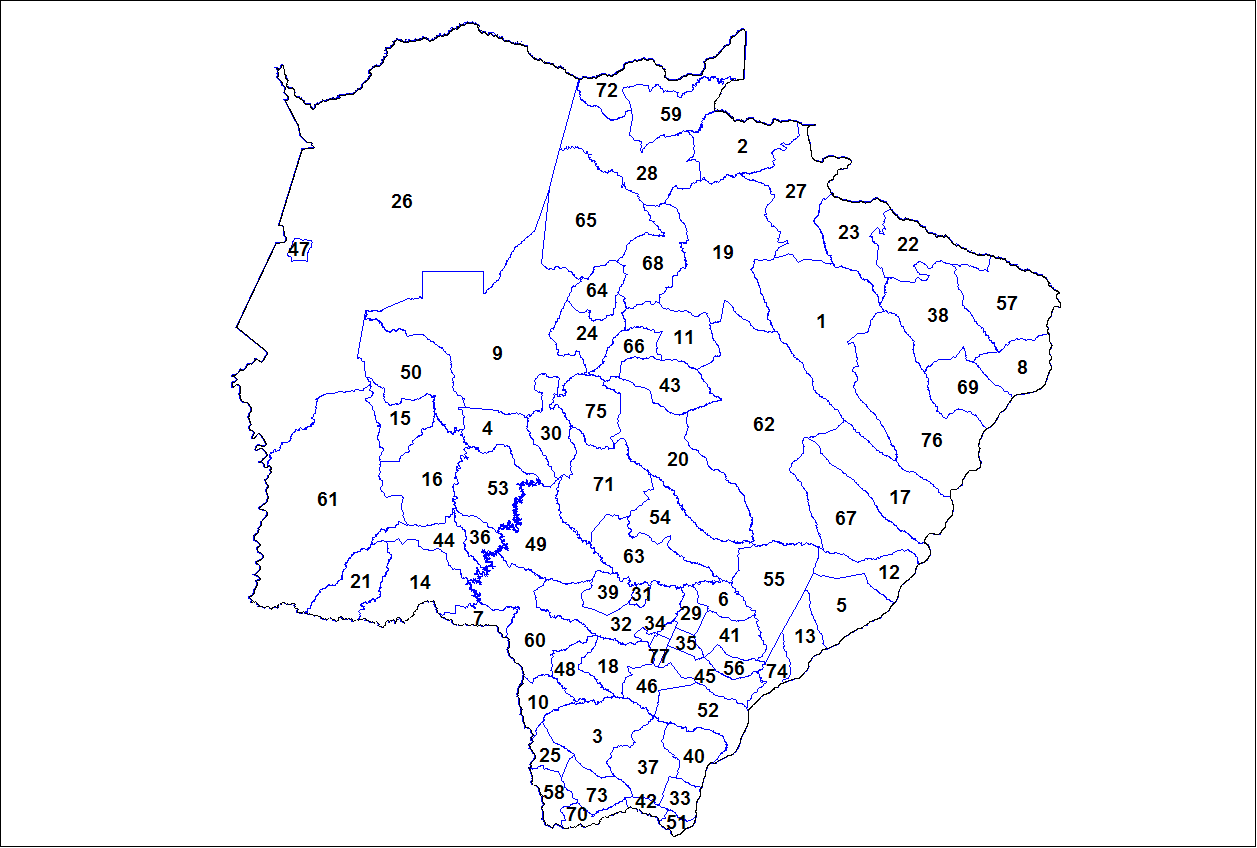
Municipiile din Mato Grosso do Sul, Brazilia

Aceasta este lista municipiilor din statul Mato Grosso do Sul (MS), Brazilia.
| Mezoregiune                        | Microregiune   | #                     | Municipiu                    |
| ---------------------------------- | -------------- | --------------------- | ---------------------------- |
| Centro Norte de Mato Grosso do Sul | Alto Taquari   | 2                     | Alcinópolis                  |
| Centro Norte de Mato Grosso do Sul | Alto Taquari   | 19                    | Camapuã                      |
| Centro Norte de Mato Grosso do Sul | Alto Taquari   | 19                    | Figueirão                    |
| Centro Norte de Mato Grosso do Sul | Alto Taquari   | 28                    | Coxim                        |
| Centro Norte de Mato Grosso do Sul | Alto Taquari   | 59                    | Pedro Gomes                  |
| Centro Norte de Mato Grosso do Sul | Alto Taquari   | 65                    | Rio Verde de Mato Grosso     |
| Centro Norte de Mato Grosso do Sul | Alto Taquari   | 68                    | São Gabriel do Oeste         |
| Centro Norte de Mato Grosso do Sul | Alto Taquari   | 72                    | Sonora                       |
| Centro Norte de Mato Grosso do Sul | Campo Grande   | 11                    | Bandeirantes                 |
| Centro Norte de Mato Grosso do Sul | Campo Grande   | 20                    | Campo Grande (State Capital) |
| Centro Norte de Mato Grosso do Sul | Campo Grande   | 24                    | Corguinho                    |
| Centro Norte de Mato Grosso do Sul | Campo Grande   | 43                    | Jaraguari                    |
| Centro Norte de Mato Grosso do Sul | Campo Grande   | 64                    | Rio Negro                    |
| Centro Norte de Mato Grosso do Sul | Campo Grande   | 66                    | Rochedo                      |
| Centro Norte de Mato Grosso do Sul | Campo Grande   | 71                    | Sidrolândia                  |
| Centro Norte de Mato Grosso do Sul | Campo Grande   | 75                    | Terenos                      |
| Leste de Mato Grosso do Sul        | Cassilandia    | 22                    | Cassilândia                  |
| Leste de Mato Grosso do Sul        | Cassilandia    | 23                    | Chapadão do Sul              |
| Leste de Mato Grosso do Sul        | Cassilandia    | 27                    | Costa Rica                   |
| Leste de Mato Grosso do Sul        | Nova Andradina | 5                     | Anaurilândia                 |
| Leste de Mato Grosso do Sul        | Nova Andradina | 12                    | Bataguassu                   |
| Leste de Mato Grosso do Sul        | Nova Andradina | 13                    | Batayporã                    |
| Leste de Mato Grosso do Sul        | Nova Andradina | 55                    | Nova Andradina               |
| Leste de Mato Grosso do Sul        | Nova Andradina | 74                    | Taquarussu                   |
| Leste de Mato Grosso do Sul        | Paranaiba      | 8                     | Aparecida do Taboado         |
| Leste de Mato Grosso do Sul        | Paranaiba      | 38                    | Inocência                    |
| Leste de Mato Grosso do Sul        | Paranaiba      | 57                    | Paranaíba                    |
| Leste de Mato Grosso do Sul        | Paranaiba      | 69                    | Selvíria                     |
| Leste de Mato Grosso do Sul        | Tres Lagoas    | 1                     | Água Clara                   |
| Leste de Mato Grosso do Sul        | Tres Lagoas    | 17                    | Brasilândia                  |
| Leste de Mato Grosso do Sul        | Tres Lagoas    | 62                    | Ribas do Rio Pardo           |
| Leste de Mato Grosso do Sul        | Tres Lagoas    | 67                    | Santa Rita do Pardo          |
| Leste de Mato Grosso do Sul        | Tres Lagoas    | 76                    | Três Lagoas                  |
| Pantanal Sul Mato-Grossense        | Aquidauana     | 4                     | Anastácio                    |
| Pantanal Sul Mato-Grossense        | Aquidauana     | 9                     | Aquidauana                   |
| Pantanal Sul Mato-Grossense        | Aquidauana     | 30                    | Dois Irmãos do Buriti        |
| Pantanal Sul Mato-Grossense        | Aquidauana     | 50                    | Miranda                      |
| Pantanal Sul Mato-Grossense        | Baixo Pantanal | 26                    | Corumbá                      |
| Pantanal Sul Mato-Grossense        | Baixo Pantanal | 47                    | Ladário                      |
| Pantanal Sul Mato-Grossense        | Baixo Pantanal | 61                    | Porto Murtinho               |
| Sudoeste de Mato Grosso do Sul     |                |                       |                              |
| Bodoquena                          | 14             | Bela Vista            |                              |
| Bodoquena                          | 15             | Bodoquena             |                              |
| Bodoquena                          | 16             | Bonito                |                              |
| Bodoquena                          | 21             | Caracol               |                              |
| Bodoquena                          | 36             | Guia Lopes da Laguna  |                              |
| Bodoquena                          | 44             | Jardim                |                              |
| Bodoquena                          | 53             | Nioaque               |                              |
| Dourados                           | 3              | Amambai               |                              |
| Dourados                           | 7              | Antônio João          |                              |
| Dourados                           | 10             | Aral Moreira          |                              |
| Dourados                           | 18             | Caarapó               |                              |
| Dourados                           | 31             | Douradina             |                              |
| Dourados                           | 32             | Dourados              |                              |
| Dourados                           | 34             | Fátima do Sul         |                              |
| Dourados                           | 39             | Itaporã               |                              |
| Dourados                           | 46             | Juti                  |                              |
| Dourados                           | 48             | Laguna Carapã         |                              |
| Dourados                           | 49             | Maracaju              |                              |
| Dourados                           | 54             | Nova Alvorada do Sul  |                              |
| Dourados                           | 60             | Ponta Porã            |                              |
| Dourados                           | 63             | Rio Brilhante         |                              |
| Dourados                           | 77             | Vicentina             |                              |
| Iguatemi                           | 6              | Angélica              |                              |
| Iguatemi                           | 25             | Coronel Sapucaia      |                              |
| Iguatemi                           | 29             | Deodápolis            |                              |
| Iguatemi                           | 33             | Eldorado              |                              |
| Iguatemi                           | 35             | Glória de Dourados    |                              |
| Iguatemi                           | 37             | Iguatemi              |                              |
| Iguatemi                           | 40             | Itaquiraí             |                              |
| Iguatemi                           | 41             | Ivinhema              |                              |
| Iguatemi                           | 42             | Japorã                |                              |
| Iguatemi                           | 45             | Jateí                 |                              |
| Iguatemi                           | 51             | Mundo Novo            |                              |
| Iguatemi                           | 52             | Naviraí               |                              |
| Iguatemi                           | 56             | Novo Horizonte do Sul |                              |
| Iguatemi                           | 58             | Paranhos              |                              |
| Iguatemi                           | 70             | Sete Quedas           |                              |
| Iguatemi                           | 73             | Tacuru                |                              |